# Bisfenol A
Bisfenol A je kemijski spoj s dvije funkcionalne skupine fenola koji se uglavnom koristi s proizvodnju polikarbonatne plastike i poliepoksida.
Pošto je dokazano da ima estrogena svojstva još od 1930-ih, mnogi su izrazili zabrinutost oko upotrebe Bisfenola A u potrošačkim proizvodima. U nekim državama, razni proizvodi sa sadržajem te tvari su više puta povučeni s polica. 2010., Administracija za hranu i lijekove (FDA) je objavila izvještaj u kojem izražava zabrinutost oko izlaganja fetusa, beba i mlade djece toj tvari jer uzrokuje negativne posljedice za razvoj.

## Dobivanje
A.P. Diannin je prvi sastavio bisfenol A 1891. godine. Dobiva se od dva ekvivalenta fenola i jednog ekvivalenta acetona. Reakcija se katalizira kolorovodičnom kiselinom (HCl):

## Upotreba
Bisfenol A se uglavnom koristi za dobivanje plastike. Ključan je monomer za proizvodnju poliepoksida i polikarbonata. Plastika je uglavnom prozirna, elastična i ne može se razbiti a sadrže ju sljedeći proizvodi: boca za vodu, flašice ze bebe, sportska oprema, zubna plomba, sredstvo za brtvljenje, leća, CD-i i DVD-i te kućni elektronički uređaji. Proizvodi od plastike sadrže tu tvar još od 1950-ih.
Bisfenol A se također koristi za sintezu polisulfona i ketona polietera i kao inhibitor polimerizacije u PVC-u. Bisfenol A se može naći i unutar konzervi hrane i pića, iako je u Japanu počela proizvodnja konzervi i limenki bez te tvari zbog sumnje na štetnost zdravlju.
Nalazi se i u termalnom papiru, papiru za kopiranje bez ugljika a proizvodi s tom tvari koriste se za lijevanje i za oblogu cjevovoda.
Zanimljivo, Bisfenol A se prije koristio kao fungicid.
Svjetska proizvodnja te tvari 2003. je procijenjena na preko 2 milijuna tona, te više od 2.2 milijuna tona šest godina kasnije.
U SAD-u, sljedeće tvrtke najviše proizvode Bisfenol A: Bayer MaterialScience, Dow Chemical Company, SABIC Innovative Plastics, Hexion Specialty Chemicals i Sunoco Chemicals. Zajedno su proizveli preko 1 milijun tona te tvari 2004. Godišnja američka potrošnja iste je bila 856.000 tona, od toga je 72 % iskorišteno za proizvodnju polikarbonatne plastike, 21 % % za poliepokside a manje od 5 % za sredstva koja dolaze u dodir s hranom.
Općenito, plastika na kojoj piše Tip 7 i Tip 3 sadrže Bisfenol A. Tipovi 1, 2, 4, 5, i 6 ne koriste spomenutu tvar u procesu polimerizacije.

## Utjecaj na zdravlje
Bisfenol A uzrokuje poremećaje endokrinog sustava jer oponaša hormone tijela te može negativno utjecati na zdravlje. Štetni utjecaj je najveći na najmlađim osobama. Nadzorna tijela su utvrdila "sigurne količine" izloženosti ljudi Bisfenolu A, no te razine su osporene od raznih stručnjaka.
2009., "Endokrino društvo" je objavilo znanstvenu izjavu koja izražava "zabrinutost izlaganju ljudi Bisfenolu A" Slijedi popis moguće opasnosti te tvari na ljudsko zdravlje.
Komisija koju je sastavio američki Državni institut za zdravlje je došla do zaključka da postoji "poneka zabrinutost" o učincima Bisfenola A na razvoj fetusa i mozga i ponašanja djece. Kasniji izvještaj američkog Državnog toksičnog programa se složio s nalazima komisije, izažavajući "poneku zabrinutost oko učinaka na mozak, ponašanje i žlijezdu prostate kod fetusa, dojenčadi i djece kod trenutne ljudske izloženosti Bisfenolu A," te "minimalnu zabinutost oko učinaka na mliječne žlijezde i na rano razdoblje puberteta za žene u fetusa, dojenčadi i djece kod trenutne ljudske izloženosti Bisfenolu A." Učinak iste tvari u utjecaju na trudnice pri stvaranju urođenih mana ili smanjenja težina novorođenih je prema toj ustanovi bio "zanemariv".

### Pretilost
Prema istraživanju iz 2008., utvrdilo se da su ljudi izloženi bisfenolu A podložniji pretilosti.

### Neurološke komplikacije
Komisija Državnog instiuta za zdravlje je utvrdila da postoje "neke opasnosti" o utjecaju spoja na razvoj i ponašanje mozga fetusa i dojenčadi. Izvještaj Državnog toksičkog programa se složio s nalazom. Bisfenol A, kao i drugi ksenoestrogeni, mogu regulirati ili izmijeniti funkcije u živčanom sustavu. Eksperimenti su 2007. pokazali da je spoj utjecao na strukturu, funkciju i ponašanje miševa i štakora. Istraga iz 2008. zaključuje da je izloženost okoćenih miševa utjecala na njihovu seksualno dimorfnu moždanu morfologiju i neurološke fenotipove pri odrastanju. Spoj je također umanjio i proces memoriranja.
Medicinska škola u Yaleu je 2008. izlagala primate dnevnim dozama bisfenola A za koje Američka agencija za zaštitu okoliša (EPA) tvrdi da je "prihvatljiva" kod ljudi. Prema njihovom kontroverznom zaključku, spoj je ometao spajanje moždanih stanica bitnih za memoriju, učenje i ponašanje. Prema njima, spoj može prouzrokovati poremećaj gubitka pažnje i hiperaktivnosti.
2010., istraživanje je pokazalo da je kortikosteron i njegovo djelovanje u mozgu osjetljivo na bisfenol A.

### Dopamin
Istraživanje iz 2005. ukazuje da je izloženost spoju ubrzala sustav dopamina kod miševa. 2008., utvrđeno je da je to dovelo do hiperaktivnosti, manjka pažnje i povećane osjetljivosti na zloupotrebu droga.

### Štitnjača
Istraživanje iz 2007. pokazalo je da se bisfenol A veže za receptore hormona štitnjače te vjerojatno djeluje na njenu funkciju. Dvije godine kasnije, otkriveni su dokazi koji ukazuju da spoj djeluje na poremećaj lučenja Trijodtironina.

### Rak
Istraživanje iz 2010. ukazuje da bisfenol A može povećati opasnost od stvaranja raka. Također, "izlaganje fetusa (...) malim količinama (...) bisfenola A, mijenja razvoj grudi i povećava opasnost od raka dojki."
Prema istraživanju iz 1997., izlaganje 2 μg/kg bisfanola A tek okoćenim miševima rezultiralo je u povećanju težine prostate te opasnosti od karcinoma.

### Neuroblastom
Istraživanja su pokazala da bisfenol A potiče razvoj stanica neuroblastoma  te predstavlja moguću opasnost od metastaza.

### Reprodukcijski sustav
Istraživanje iz 2009. je pokazalo da jajnici fetusa miševa pri izlaganju od samo 1 µg/kg bisfenola A pokazuju dugoročne reproduktivne i karcenogene učinke.
Pri izloženosti fetusa količinom od 50 µg/kg bisfenola A, dolazi do poremećaja razvoja jajnika te trajno mijenja mehanizme u hipotalamusu ovisne o estrogenu koji su odgovorni za seksualno ponašanje ženke miša.

### Srce
Iain Lang je 2008. napravio prvo veće istraživanje o utjecaju bisfenola A na zdravlje ljudi. Ispitano je 1.500 osoba. Otkriveno je da je spoj povezan s bolestima srca, dijabetesom i visokim razinama određenih enzima jetre.

### Učinci na izloženim životinjama
| Količina (µg/kg/dan) | Učinci (istraživanja na miševima, štakorima                                        | Godina istraživanja |
| -------------------- | ---------------------------------------------------------------------------------- | ------------------- |
| 0.025                | "Trajne promjene genitalnog trakta"                                                | 2005                |
| 0.025                | "Promjene u tkivu dojki koje preodređuju stanice hormonima i karcenogenim tvarima" | 2005                |
| 1                    | "dugotrajni nepovoljni reprodukcijski i kancerogeni učinci"                        | 2009                |
| 2                    | "povećanje težine prostate za 30%"                                                 | 1997                |
| 2                    | "manja tjelesna težina, znakovi ranog puberteta i dužeg estrusa."                  | 2002                |
| 2.4                  | "Opadanje testosterona u testisima"                                                | 2004                |
| 2.5                  | "stanice dojke preodređene za rak"                                                 | 2007                |
| 10                   | "stanice prostate osjetljivije na harmone i rak"                                   | 2006                |
| 10                   | "opadanje majčinskog ponašanja"                                                    | 2002                |
| 30                   | "Hiperaktivnost"                                                                   | 2004                |
| 30                   | "poništenje normalne seksualne razlike u moždanoj strukturi i ponašanju"           | 2003                |
| 50                   | "nepovoljni neurološki učinci kod primata"                                         | 2008                |
| 50                   | "Poremećaj razvoja jajnika"                                                        | 2009                |

## Vanjske poveznice
- Kako zaštiti vašu bebu od bisfenola A  Arhivirana inačica izvorne stranice od 22. veljače 2011. (Wayback Machine)
- Video o utjecaju bisfenola A na YouTube